# 桂城村
桂城村（かつらぎむら）は三重県北牟婁郡にあった村。現在の紀北町島勝浦・白浦にあたる。村名の由来は「島勝浦→桂」「白浦→城」としそれぞれを合成したもの。

## 地理
- 海洋：熊野灘、熊野湾

## 歴史
- 1897年（明治30年）5月31日 - 引本村の一部（大字島勝浦・白浦）が分立して発足。
- 1954年（昭和29年）8月1日 - 引本町・相賀町・船津村と合併して海山町が発足。同日桂城村廃止。